# ピラーニャ

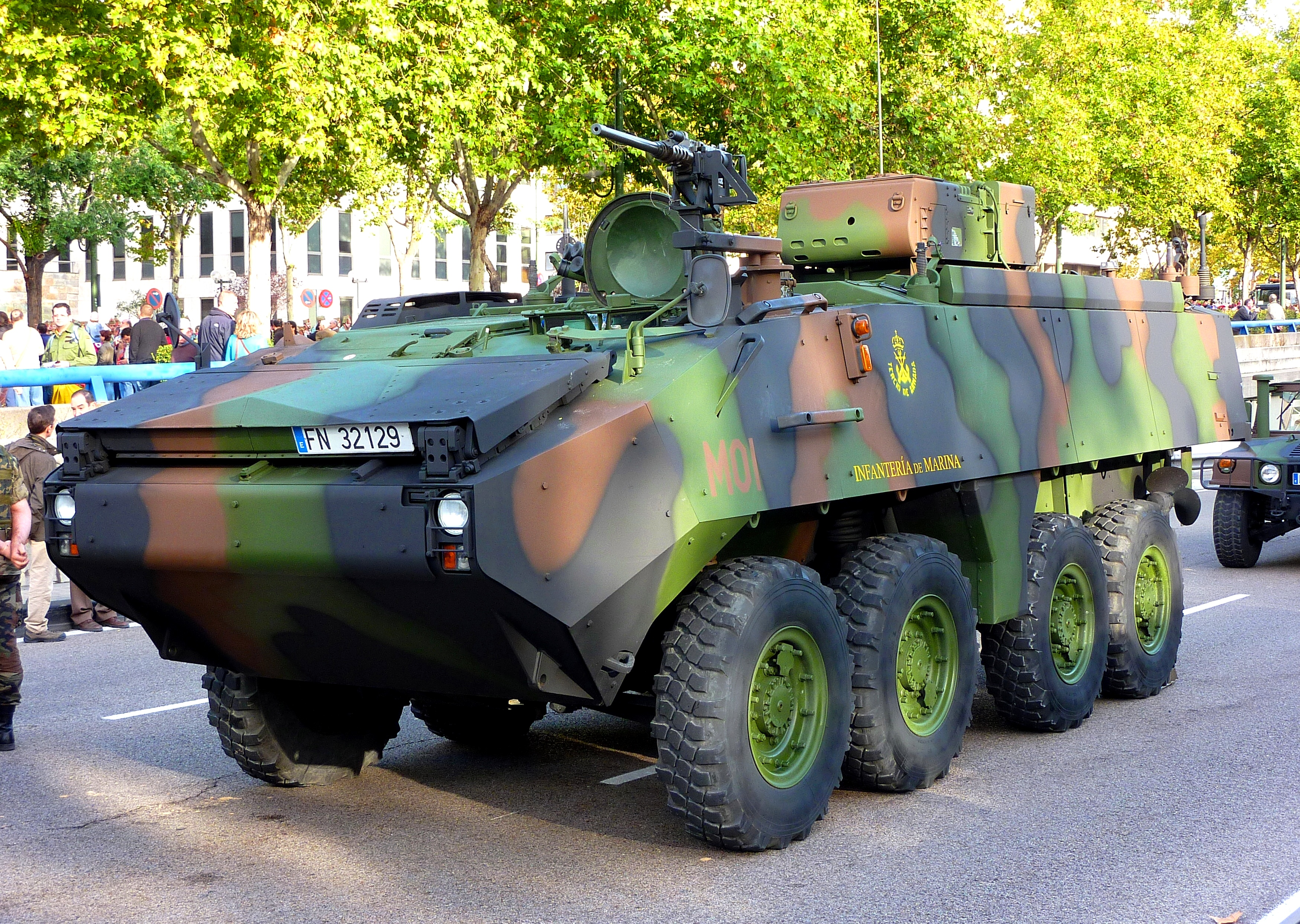
スペイン海兵隊のピラーニャ III

モワク ピラーニャ（Mowag Piranha）は、スイスのモワク社で開発された装輪式装甲兵員輸送車である。1960年代に開発が始まり、最初の試作車両は1972年に完成した。
現在の軍用装輪式装甲車隆盛のはしりとなった車両であり、採用国はアメリカやカナダなどの西側先進国をはじめ、開発途上国で次第に増え続け、ライセンス生産車を含めて数多くの派生型・発展型が開発・生産されている。
モワク社は2004年にジェネラル・ダイナミクスの傘下に入り、2010年にはGDELS（ジェネラル・ダイナミクス・ヨーロピアン・ランド・システムズ）となったため、現在は同社の製品となっている。

## 概要
4x4（4輪駆動）、6x6（6輪駆動）、8x8（8輪駆動）、10x10（10輪駆動）のモデルが存在するが、主流となっているのは8x8型である。車体は全て小火器に対する防御力を有する防弾鋼板の溶接構造で、前部左側が操縦室、その右側が機関室、中央部が兵装/砲塔部、後部が兵員室となっている。また、水陸両用性も持ち合わせ、2基のスクリューで水上浮航が可能（使用国によっては取り外されていることもある）。
拡張性も高く、歩兵戦闘車、偵察戦闘車、指揮車両、自走迫撃砲、戦車駆逐車、戦闘工兵車、装甲回収車など多彩なバリエーションが製造されている。チリ陸軍では、HS.404 20mm機関砲を連装砲架に搭載したTCM-20対空機関砲を6x6型ピラーニャに搭載した自走対空車両を運用しており、ベルギー、カタール、サウジアラビアは、コッカリル 90mm低圧砲装備のLCTS90 2名用砲塔を8x8型ピラーニャに搭載した火力支援車（装輪戦車）を運用している。また、ジェネラル・ダイナミクス社の子会社GDLS（ジェネラル・ダイナミクス・ランド・システムズ）が製造ライセンスを取得し、カナダ軍向けのAVGP（6x6型）、アメリカ海兵隊向けのLAV-25（8x8型）、オーストラリア陸軍向けのASLAV（8x8型）などの独自の改良型を製造している。ほかには、チリがライセンス生産を行っており、イギリスのヴィッカース plcとアルヴィス plc（ともに現在のBAE システムズ・ランド・アンド・アーマメンツ）も製造ライセンスを保有している。

## 基本型
ピラーニャ I
初期型のシリーズで、現在はピラーニャ Iと呼ばれる。4x4、6x6、8x8の3タイプが作られた。
基本型の装甲兵員輸送車タイプは、4x4型が全備状態で7.8トン、乗員数は最大10名、6x6型は10.5トンで乗員数は最大14名、8x8型が12.3トンで乗員数は最大15名。
ピラーニャ II
1990年代に開発された、機動力と装甲防御力を向上させたタイプ。
ピラーニャ III
1996年に開発された、搭載量・機動性と装甲防御力を更に向上させたタイプ。装甲防御力は、専用に開発された追加装甲パッケージを装着することで向上された。シリーズ中では最大の10x10型も新たに作られたが、これを採用したのはスウェーデンのみ。日本でもLAV III及びストライカー系の最新バージョンに当たるLAV6.0が96式装輪装甲車の後継候補に選定されたが、2021年11月、納入に到らないまま候補から脱落した。
ピラーニャ IV
モジュール装甲を採用し、エッジの丸まった車体形状が特徴。装甲防御力の更なる強化に加えて、エンジン出力も向上。戦闘重量は24トンに達する。2007年に開発終了し、各国への売り込みが行われている。
ピラーニャ V
ピラーニャ IVをベースに、イギリス陸軍の次期主力装輪装甲車として開発中（その後撤回、ボクサーが採用）。2021年12月、スペイン陸軍が採用した、ピラーニャVをベースとするドラゴン装輪戦闘車が、348両とその整備業務、支援業務を17億4,000万ユーロの発注契約に基づき量産が開始。

## 派生型
ピラーニャには、各国ごとの要望に合わせて開発された数多くの派生型が存在する。
ピラーニャ I
- AVGP（カナダ陸軍仕様）
- LAV-25（アメリカ海兵隊仕様）
- ASLAV（オーストラリア陸軍仕様）

ピラーニャ II
- バイソン装甲兵員輸送車（英語版）（カナダ陸軍仕様）
- コヨーテ偵察戦闘車（英語版）（カナダ陸軍仕様）
- デザート ピラーニャ（Desert Piranha）
- LAV II

ピラーニャIII
- LAV III（英語版）（カナダ陸軍仕様）
- ストライカー装甲車（アメリカ陸軍仕様）
- NZLAV（英語版）（ニュージーランド陸軍仕様）
- ピラーニャ IIIC
- ピラーニャ IIIH
- LAV6.0

## 採用国

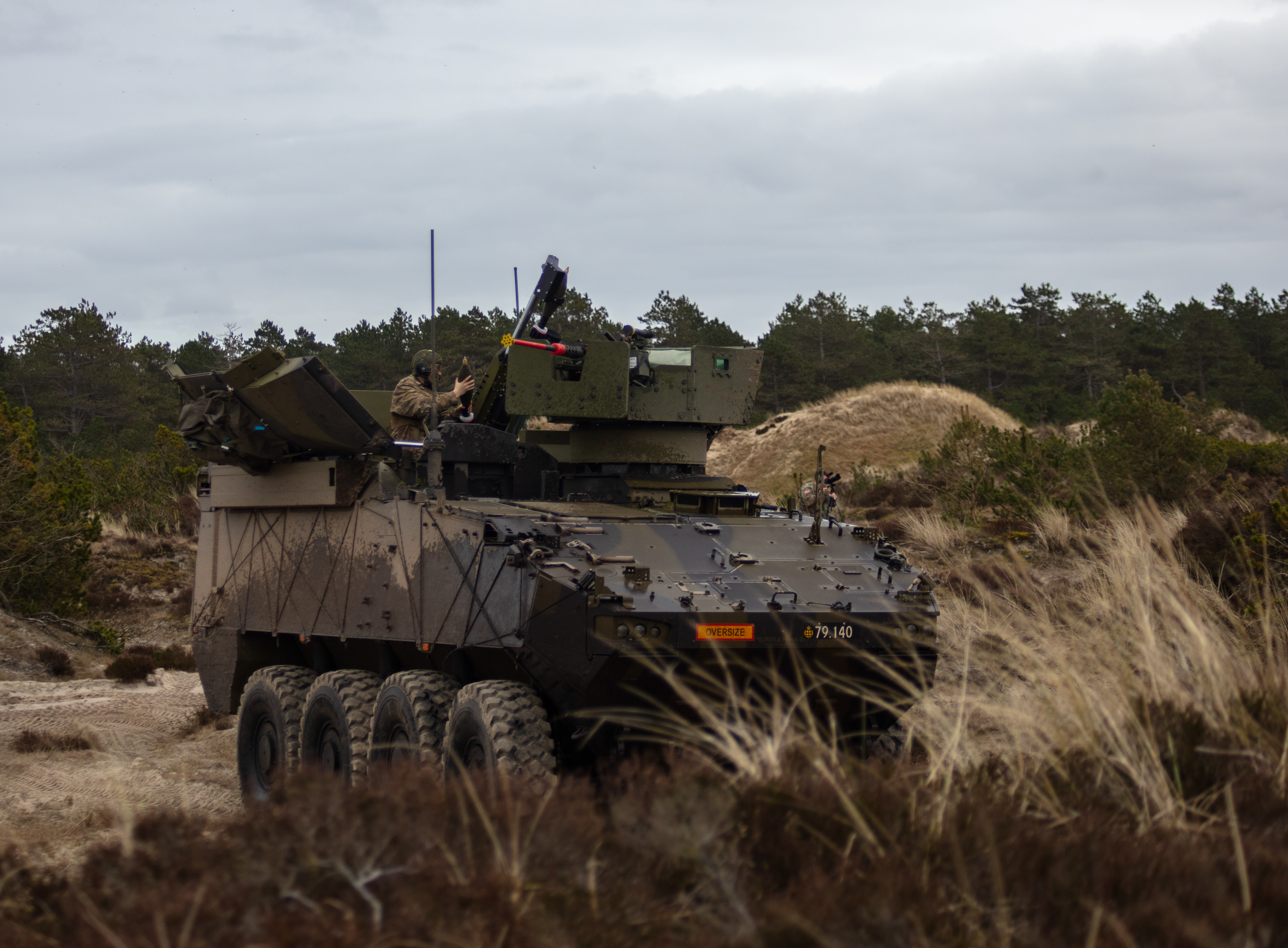
デンマーク国防軍のピラーニャ V(自走迫撃砲)
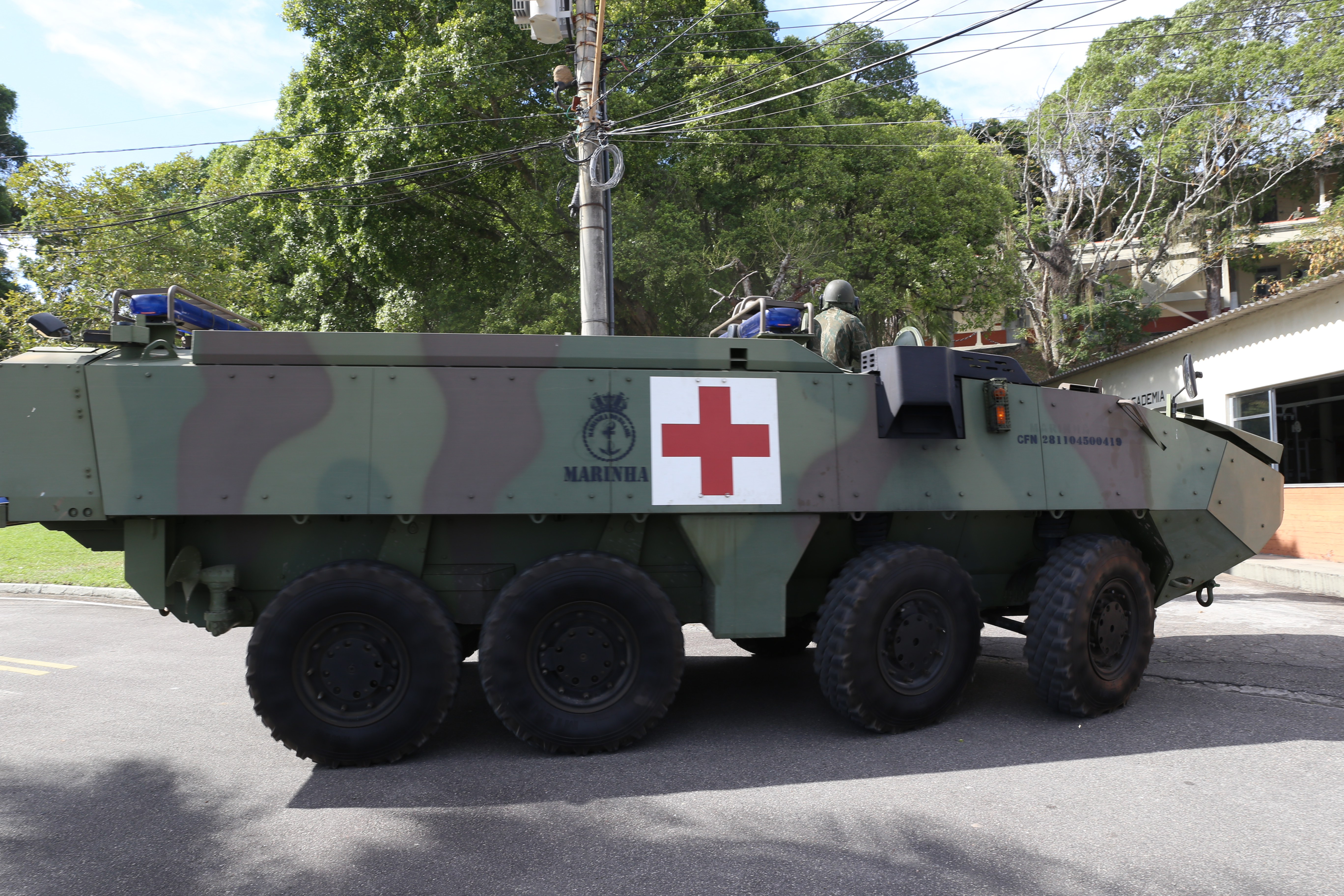
ブラジル海兵隊のピラーニャ III(装甲救急車)
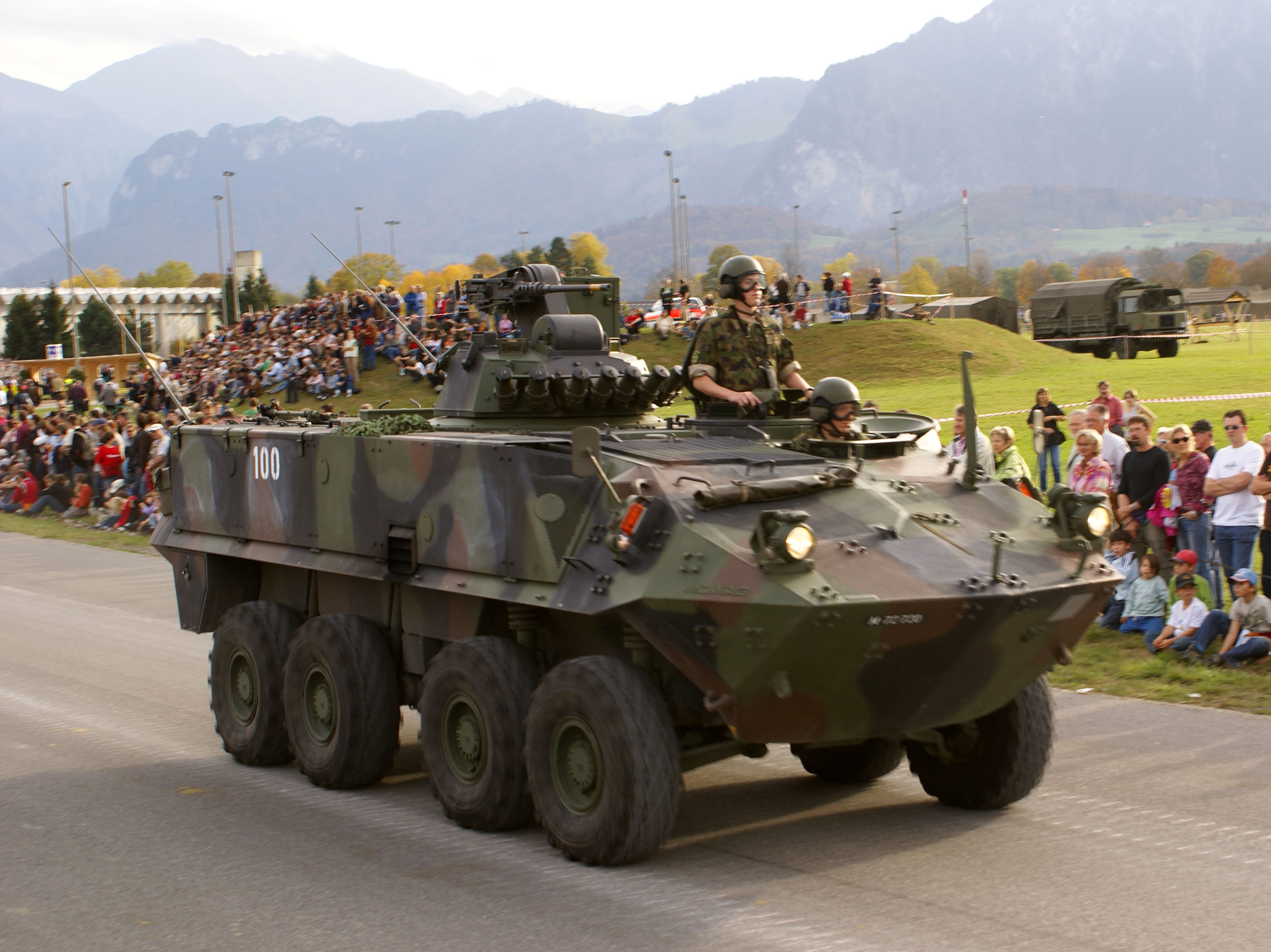
スイス陸軍のピラーニャ

- オーストラリア
- ベルギー - 2024年時点で、ベルギー陸上構成部隊が18両のピラーニャIII-C DF90火力支援車、16両のピラーニャIII-C DF30歩兵戦闘車、64両のピラーニャIII-C装甲兵員輸送車、14両のピラーニャIII-PC装甲指揮車、8両のピラーニャIII-C装甲工兵車、9両のピラーニャIII-C装甲回収車を保有[5]。
- ボツワナ
- ブラジル
- カナダ
- チリ
- コロンビア - 2024年時点で、コロンビア陸軍が32両のLAV III（歩兵戦闘車型）を保有[6]。
- デンマーク - 2024年時点で、デンマーク陸軍が81両のピラーニャIII（派生型含む）、309両のピラーニャV 装甲兵員輸送車、15両のピラーニャV 120mm自走迫撃砲を保有[7]。
- ガーナ
- アイルランド - 2024年時点で、アイルランド陸軍が6両のピラーニャIIIH（30mm機関砲搭載型）、56両のピラーニャIII、18両のピラーニャIIIHを保有[8]。
- リベリア
- モナコ
- ナイジェリア
- ニュージーランド
- オマーン
  - オマーン陸軍 - 2023年時点で、派生型を含む175両のピラーニャ装甲兵員輸送車、2両のピラーニャ装甲回収車を保有[9]。
- カタール
  - カタール陸軍 - 2023年時点で、36両のピラーニャII（90mm砲搭載型）、2両のピラーニャ（装甲回収車型）を保有[10]。
- ルーマニア
- サウジアラビア
- スペイン
- シエラレオネ
- スウェーデン
- アメリカ合衆国
- スイス
- 国際連合

## スペック
- 全長：6.25m（6x6）、6.93m（8x8）、7.45m（10x10）
- 全幅：2.66m
- 全高：2.17m
- 全備重量：12.5トン（6x6）、16.5トン（8x8）、20トン（10x10）
- 乗員：14名（6x6）、16名（8x8）、18名（10x10）
- エンジン
  - デトロイトディーゼル 6V-53TA
  - MTU 6V-183-TE22
  - カミンズ 6CTAA8.3-T350
  - カタピラ 3126より選択
- 最大速度：100km/h（浮航：10km/h）
- 航続距離：800km